# 茵夢湖
《茵夢湖》（Immensee）是德國作家狄奧多·施篤姆（Theodor Storm）發表於1849年的一篇愛情中篇小說。

## 內容概要
全篇由一位獨居老人（哈雷特）的回憶開始。故事是講一对青梅竹马的男女，经过童年若有似無的純愛，因为各种原因两个人相处时间越来越少，最后分隔异地，最后伊莉莎白另嫁給哈雷特好友艾利克。哈雷特終身未娶、孤独终老。

## 主要人物
- 哈雷特
- 艾利克
- 伊莉莎白

## 中文譯本
- 《茵夢湖》(德)施篤謨著，郭沫若、錢君胥譯，上海泰東圖書館出版，1921年
- 《茵夢湖:附三色紫羅蘭》，(德)施篤姆撰，張丕介譯，香港 : 人生出版，1955年
- 《茵夢湖》，(德)施篤姆撰，呂津惠譯，臺北文光出版，1956年
- 《茵夢湖》，(德)施篤姆撰，李牧華譯，臺北文化圖書公司，1968年

## 改編作品
- 《海誓山盟》，1976年臺灣電影，改編自茵夢湖，由徐進良導演，林青霞、秦漢、夏玲玲、梁修身、江彬、胡茵夢主演，甄妮、鳳飛飛主唱。
- 《何日君能知我心》，1999年印度電影，故事劇情與《茵夢湖》相類似。